# Catedral de Vic
La catedral de Sant Pere Apòstol o catedral de Vic, enclavada al centre del recinte històric de la ciutat, és la seu de la diòcesi de Vic. Presenta una mescla d'estils que van des del romànic fins al neoclàssic. El campanar és romànic, el claustre i el retaule major són d'estil gòtic i la capella de Sant Bernat és barroca. De 1781 a 1803 la catedral va ser transformada i ampliada seguint l'estil neoclàssic.

## Història
La primera catedral de Vic apareix documentada l'any 516. Durant el període d'invasió sarraïna (717-718), fou destruïda, i no se n'edificà cap altra fins a la repoblació del territori d'Osona pel comte Guifré I el Pelós (886) i la restauració del bisbat.

### Santa Maria la Rodona
Es discuteix quina va ser la primera església catedralícia de Vic, si Sant Pere Apòstol o bé Santa Maria la Rodona. Durant segles els bisbes celebraren la primera Missa de Nadal a Santa Maria i la tercera, a Sant Pere. La molt antiga església de santa Maria fou reconstruïda des dels fonaments pel canonge Guillem Bonfil el 1140, i fou consagrada quaranta anys més tard pel bisbe Pere de Redorta. Hom l'aterrà el 1787 per fer espai per a la nova catedral. Era a l'actual Plaça de la Catedral, davant la façana: al paviment s'hi pot veure el cercle que marca la seva localització, trobada arran d'unes recents excavacions que van deixar-ne els fonaments al descobert.

### La catedral d'Oliba

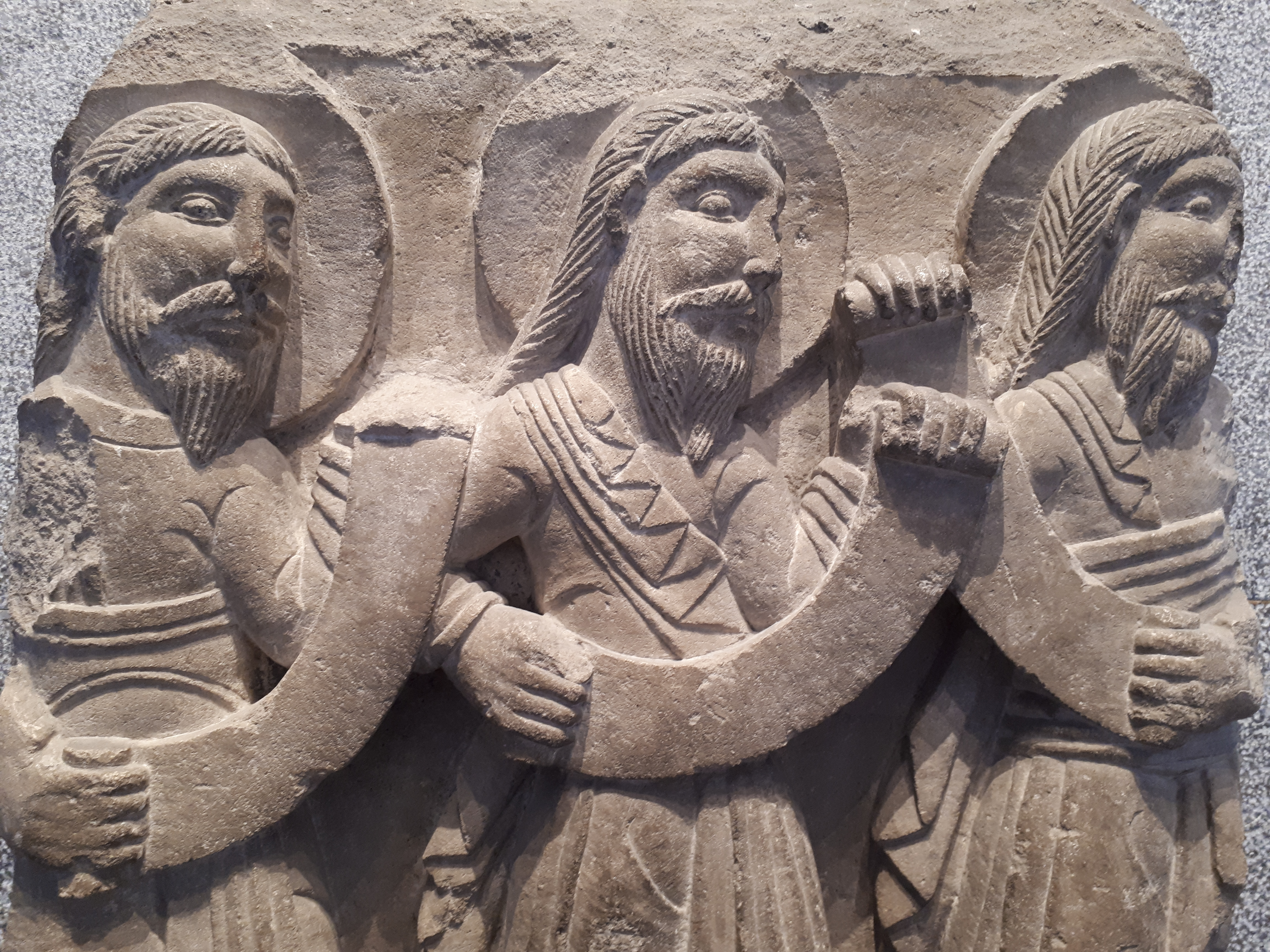
Relleu procedent de la catedral romànica de Vic conservat al Museu de Belles Arts de Lió. Segle XII

La catedral, de nau única, parets gruixudes i poques finestres, fou substituïda per la que edificà l'abat Oliba, bisbe de Vic entre 1018 i 1046, en estil romànic. Va ser consagrada l'any 1038 per l'arquebisbe Guifré de Narbona. Tenia una nau, amb transsepte de cinc absis i cimbori. El campanar, de 46 metres, estava separat de la nau. D'aquest edifici se'n conserven el campanar i la cripta, els capitells de la qual són del temple anterior. A més, al Museu Episcopal de Vic se'n conserven alguns relleus amb figures de la portalada romànica i capitells del claustre, de gran qualitat escultòrica. Diversos museus d'arreu del món també conserven relleus procedents de la catedral de Vic, com ara el Museu de Belles Arts de Lió (relleu amb la representació de tres profetes).
L'any 2018 es va donar a conèixer la descoberta de l'antiga sala capitular de la catedral romànica, una gran nau de 30 metres de llargada coberta amb volta de canó.

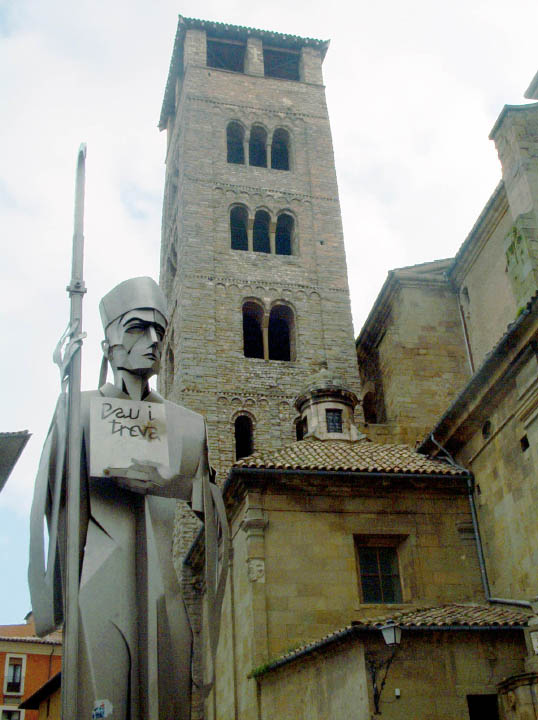
Campanar romànic de la Catedral de Vic. En primer terme, l'escultura de l'Abat Oliba

Dos-cents anys més tard, Ramon d'Anglesola ja publicava una carta pastoral exhortant els fidels a contribuir per la reparació de l'edifici. El claustre data del segle xiv, en estil gòtic. Va ser inicial el 1318.
També llavors es fa el retaule de l'altar major, acabat per Pere Oller en 1428. El 1401 el bisbe Diego de Heredia li afegí un transsepte, i el 1585 s'obrí la porta de Sant Joan.
Ja al període barroc s'hi afegeixen algunes capelles al costat nord, com la de Sant Bernat.

### La catedral actual

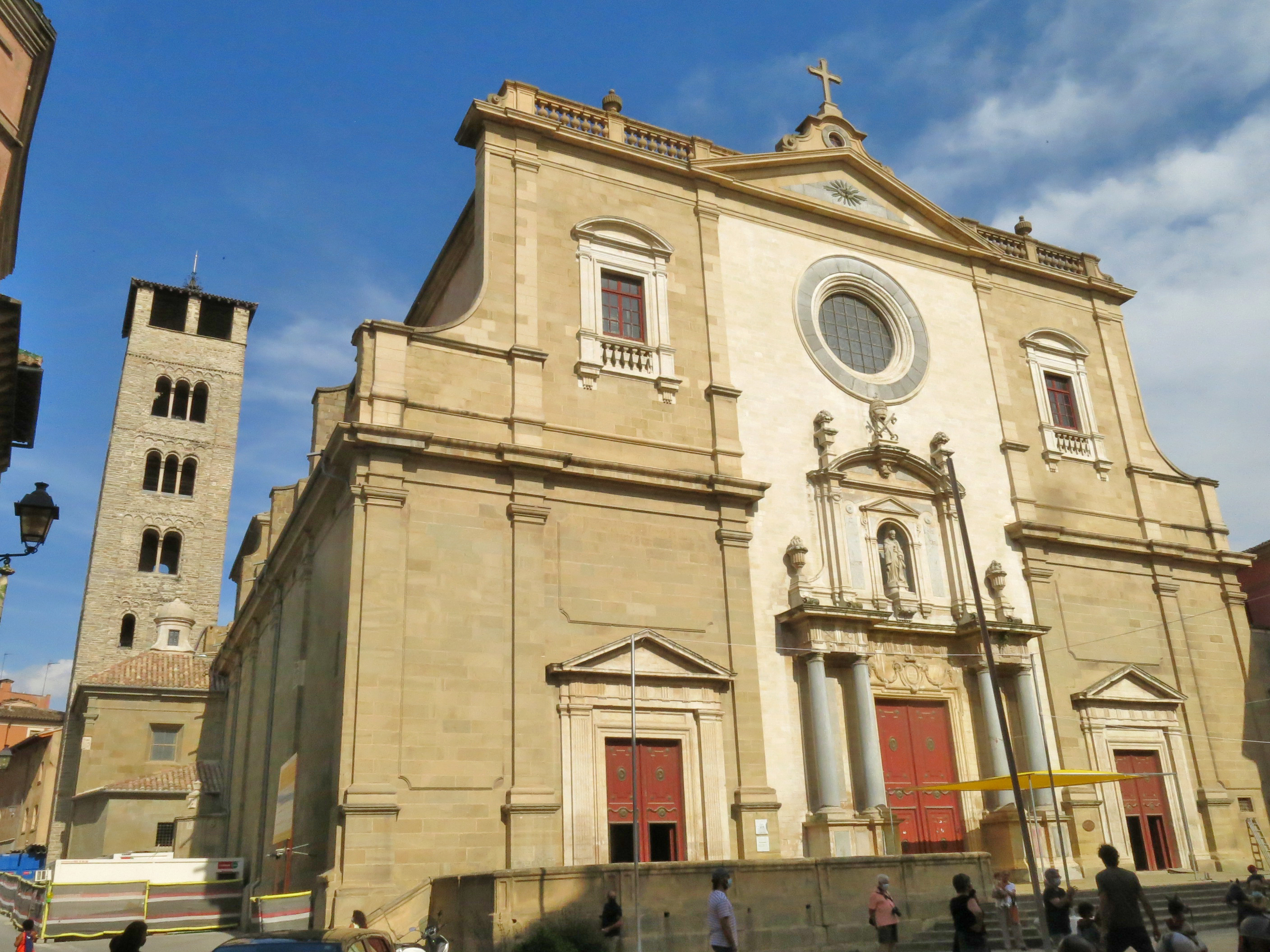
Façana i campanar

Amb el temps, però, una reconstrucció completa fou cada vegada més necessària, i cap a finals del segle divuit hom enderrocà la catedral per fer-ne una de nova planta. La primera pedra del nou temple es posà el 24 de setembre del 1781, i es consagrà el 15 de setembre del 1803. El projecte és obra del vigatà Josep Moretó i Codina, en estil neoclàssic. Aquest és el present edifici.
El 1891 va obrir les portes el Museu Episcopal de Vic, al davant de la seu, amb obres que pertanyien a la Catedral.
Ja al segle xx, Josep Maria Sert va rebre l'encàrrec de decorar els murs i sostres de l'interior. Sert va acabar les pintures de totes les parets en 1930 i, el 1931 la catedral va ser declarada Monument Històric Artístic. Poc després, durant la Guerra civil espanyola, la catedral va ser cremada i part de l'edifici es va enfonsar. Restaurada, Josep Maria Sert va tornar a pintar els murs, ja que les pintures havien quedat totalment destruïdes. Aquesta nova versió dels olis va quedar inacabada degut a la defunció del pintor.

## Edifici

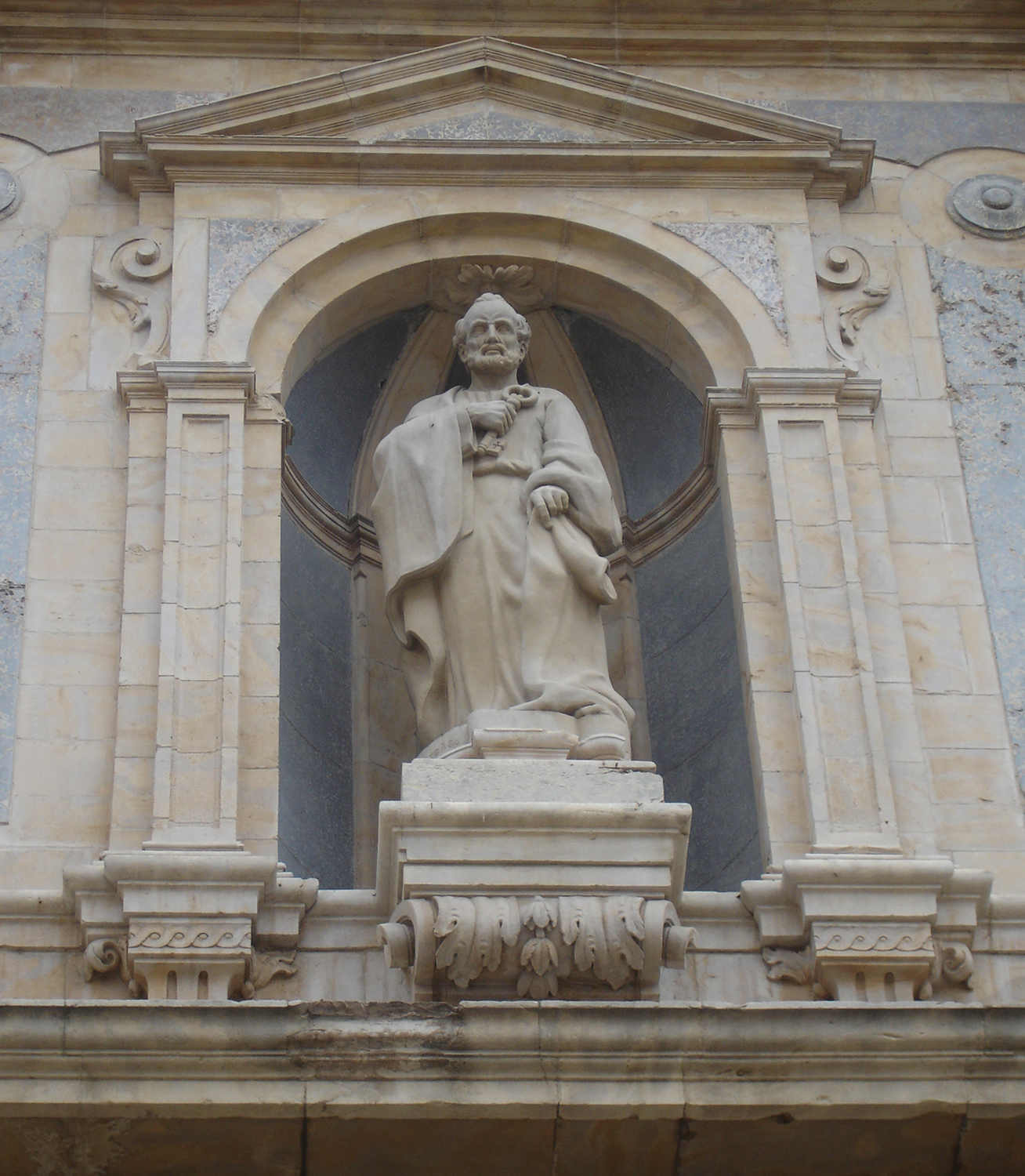
Figura de Sant Pere, amb una clau a la mà, de Joan Seguranyes

És un edifici d'un estil neoclàssic sever i fred, excessivament acadèmic. Combina els estils dòric i toscà, amb una façana de pedra blanca enriquida amb una balustrada. La façana de la catedral data de la remodelació de 1803, d'estil neoclàssic. A la part superior presenta una sota una rosassa central, ornamentada amb arquivoltes romàniques aprofitades de l'antiga catedral, i flanquejada per dues finestres. Té tres entrades, corresponent a les tres naus; la central és la més ornamentada, amb pilastres i frontó, i l'escultura de Sant Pere, patró del temple.
El campanar, al cantó de l'Evangeli (esquerre) és de mitjan segle xi, amb característiques del romànic llombard. De planta quadrada, manté la forma des dels fonaments a la part superior, a 46 metres d'alçada. Està dividit en sis pisos o cossos, separats per franges de pedra d'arcuacions llombardes entre les quals hi ha les finestres.
En general, el projecte no és gaire reeixit: hi ha una evident desproporció entre els elements i l'ornamentació arquitectònica és pobre i rutinària, a més de contradir alguns principis de l'aplicació dels ordres clàssics.

### Interior
L'interior consta de tres naus de la mateixa altura, separades per pilastres corínties (de dimensions clarament desproporcionades entre els fragments d'arquitrau i el conjunt de capitells i pilars), un transsepte poc pronunciat, una coberta de voltes semiesfèriques i una cúpula en el creuer, i absis poligonal. Les naus laterals tenen sèries de dues capelles sota cada tramada de voltes.

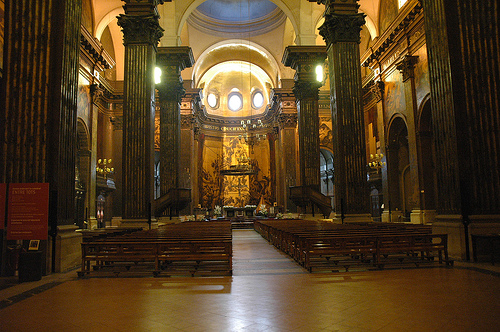
Interior de la Catedral de Vic, amb les naus i les pintures de Sert

#### Pintures de Sert
En la primera meitat del segle XX s'encarregà la decoració dels grans murs blancs al pintor català Josep Maria Sert, que hi va treballar entre 1926 i 1930, quan va donar-les per acabades i presentà el projecte per a les pintures de les voltes. Es tractava, com era habitual en ell, de grans teles pintades a l'oli i col·locades sobre els murs. L'incendi de l'any 1936, en l'inici de la Guerra Civil (1936-1939), destruí l'obra de Sert --se'n conserven molts documents gràfics-- i malmeté considerablement les voltes i la cúpula de la nau. Just acabada la guerra s'iniciaren les obres de reparació de la Catedral, es descobrí de nou la cripta, i es construí el deambulatori. Josep Maria Sert dugué a terme una nova decoració, que és la que podem contemplar avui, entre 1939 i 1945, quan va morir, reinterpretant algunes de les antigues i fent-ne d'altres noves. En general, l'estil de la segona versió és menys colorista, de major austeritat i, potser, més solemne.

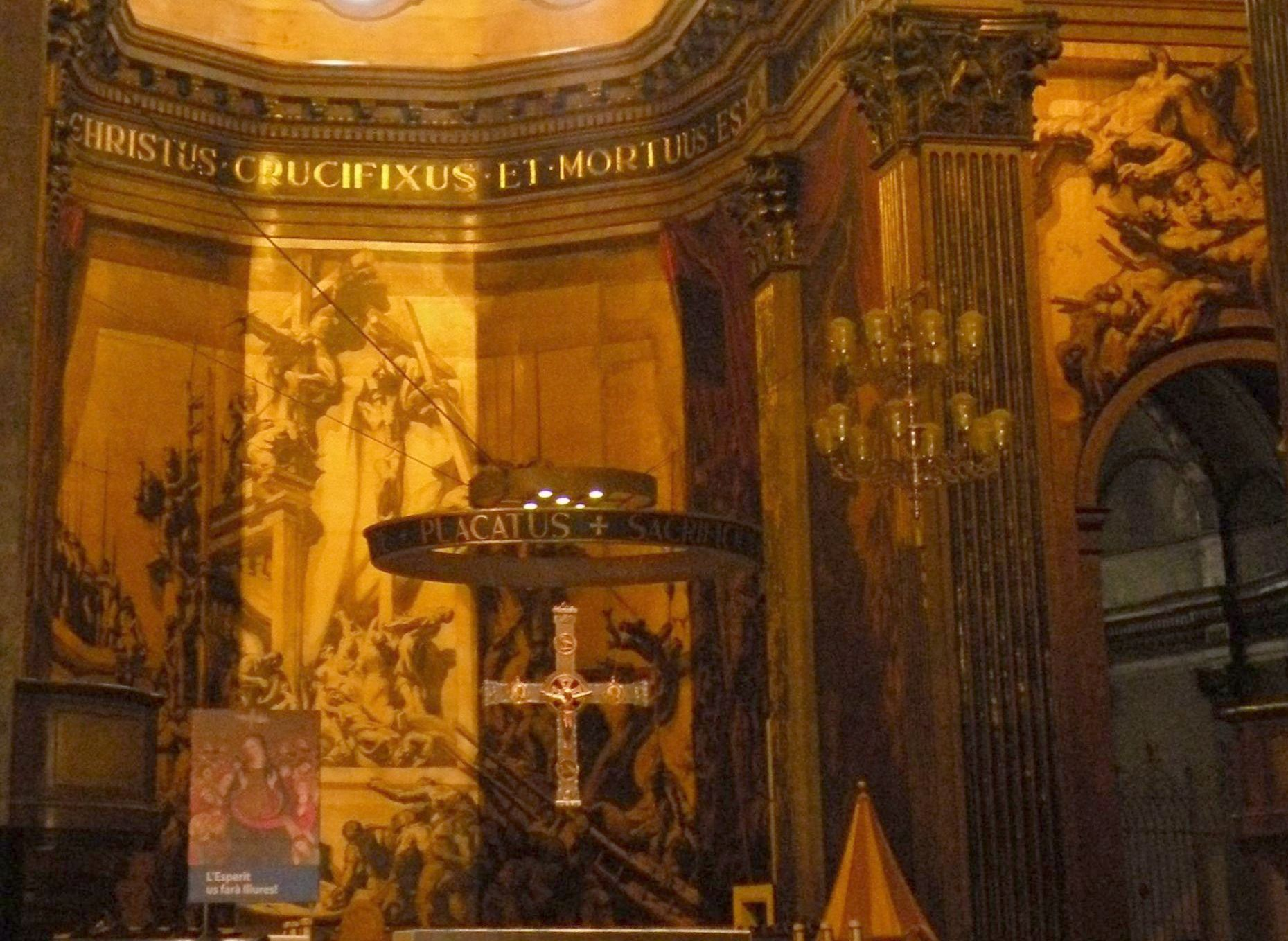
Absis amb les pintures

Com la primera versió, són enormes llenços fixats a les parets de la catedral. Amb l'estil característic de Sert, predominen les masses i figures voluminoses, de gran força, amb un gran contrast de clarobscurs. Gairebé monocroma, destaca en la pintura els colors daurat i les gammes de marró i ocre, amb tocs de vermell. El joc de volums i aquest tractament cromàtic fa sensació de profunditat.
El programa iconogràfic respon a un cicle del misteri de la redempció (en la primera versió, se centrava en l'exaltació de Crist i l'Església). En el políptic de l'absis, que en ressegueix la planta poligonal, es veu la crucifixió del Senyor, entre les escenes del seu enterrament i de l'ascensió. Segueixen, en les parets del creuer, les quatre escenes del cicle relatiu a la pèrdua de la justícia original i a la caiguda d'Adam i Eva. Sobre els arcs de les capelles laterals es desenvolupen escenes del martiri dels apòstols i dels evangelistes. En el tríptic format pels murs dels peus de la catedral, es contraposen els temes que representen Jesús expulsant els mercaders del temple, i ell mateix sortint amb la creu a l'espatlla, flanquejant l'escena central que representa la condemna pronunciada per Pilat, que es renta les mans.
A les llunetes de la sobrecornisa, un cop mort Josep Maria Sert, el seu auxiliar Miquel Massot i Tetas reproduí els temes de les Benaurances que el seu mestre havia realitzat en la decoració destruïda per la crema del 1936. El 1947 el pintor Felip Vall guanyà el concurs per decorar les voltes de la catedral, que encara estaven pendents de decoració. El projecte no s'arribà a materialitzar per manca de finançament. D'aquest projecte se'n conserva una maqueta i diversos esbossos i dibuixos preparatoris.

#### Girola
Al mur de la girola s'hi conserva el retaule major primitiu d'alabastre, datat entre el 1420 i el 1427, obra de Pere Oller i dedicat a la Mare de Déu i Sant Pere. Va ser donat al principi del segle quinzè, per Bernard Despujol.
Al costat s'hi troba el sepulcre del fundador, el bisbe Oliba.

#### Capelles
Al costat nord de la seu hi ha un seguit de capelles barroques, que són l'única part construïda d'un projecte de començament del segle xvii per a una nova catedral. El pla general va ser del tracista fra Josep de la Concepció (1679).
En destaca la capella de Sant Bernat Calbó, sota el campanar, obra de l'arquitecte de Mataró Jaume Vendrell (1633). Sant Bernat Calbó havia estat bisbe de Vic entre 1233 i 1243 i va participar amb Jaume el Conqueridor en la conquesta de València; el seu cos reposa en una gran urna d'argent repussat, obra de l'orfebre Joan Matons elaborada entre 1700 i 1728.
A la capella de la Mare de Déu de Montserrat es troba la tomba del bisbe Josep Torras i Bages i un Crist jacent de Josep Llimona.

#### Cripta

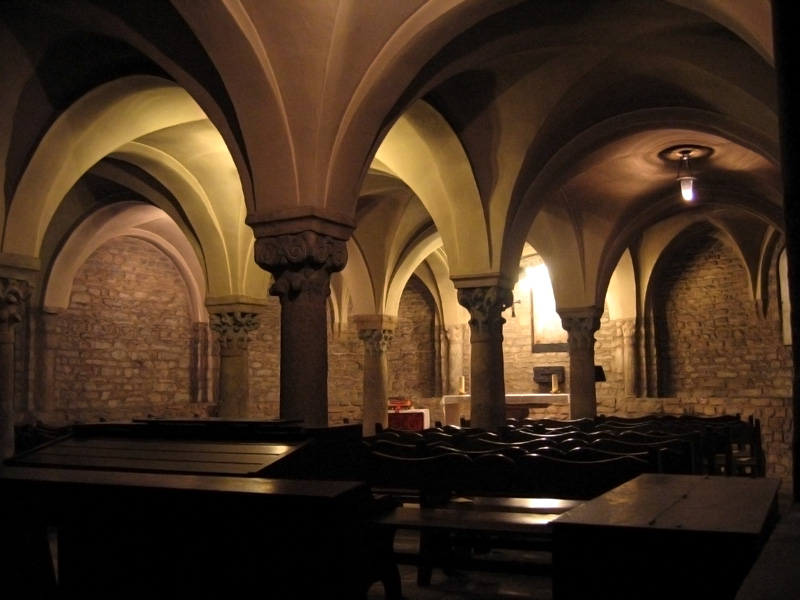
Cripta de la catedral

La cripta data de la catedral romànica consagrada el 1038. Els capitells encara són més antics, ja que es van aprofitar de l'antiga catedral preromànica.

### Claustre
Pel que fa al claustre primitiu, aquest es divideix en dos pisos, un inferior romànic del segle xii i un de superior gòtic del segle xiv edificat pels mestres Despuig, Lardenosa i Valls. De gran bellesa, presenta una singular galeria amb finestrals dobles, oberta cap a l'interior del claustre i cap enfora, a la ciutat. També conserva la porta gòtica que mena a la sala capitular.
El claustre de baix obre la sala capitular consagrada l'any 1360, de planta rectangular coberta per una volta octogonal amb un petit absis quadrat al fons. Al centre del claustre trobem la sepultura del filòsof català nascut a Vic Jaume Balmes, coronada per una estàtua realitzada l'any 1853 per Josep Bover, per al cementiri de la ciutat, i traslladada al claustre el 1865.

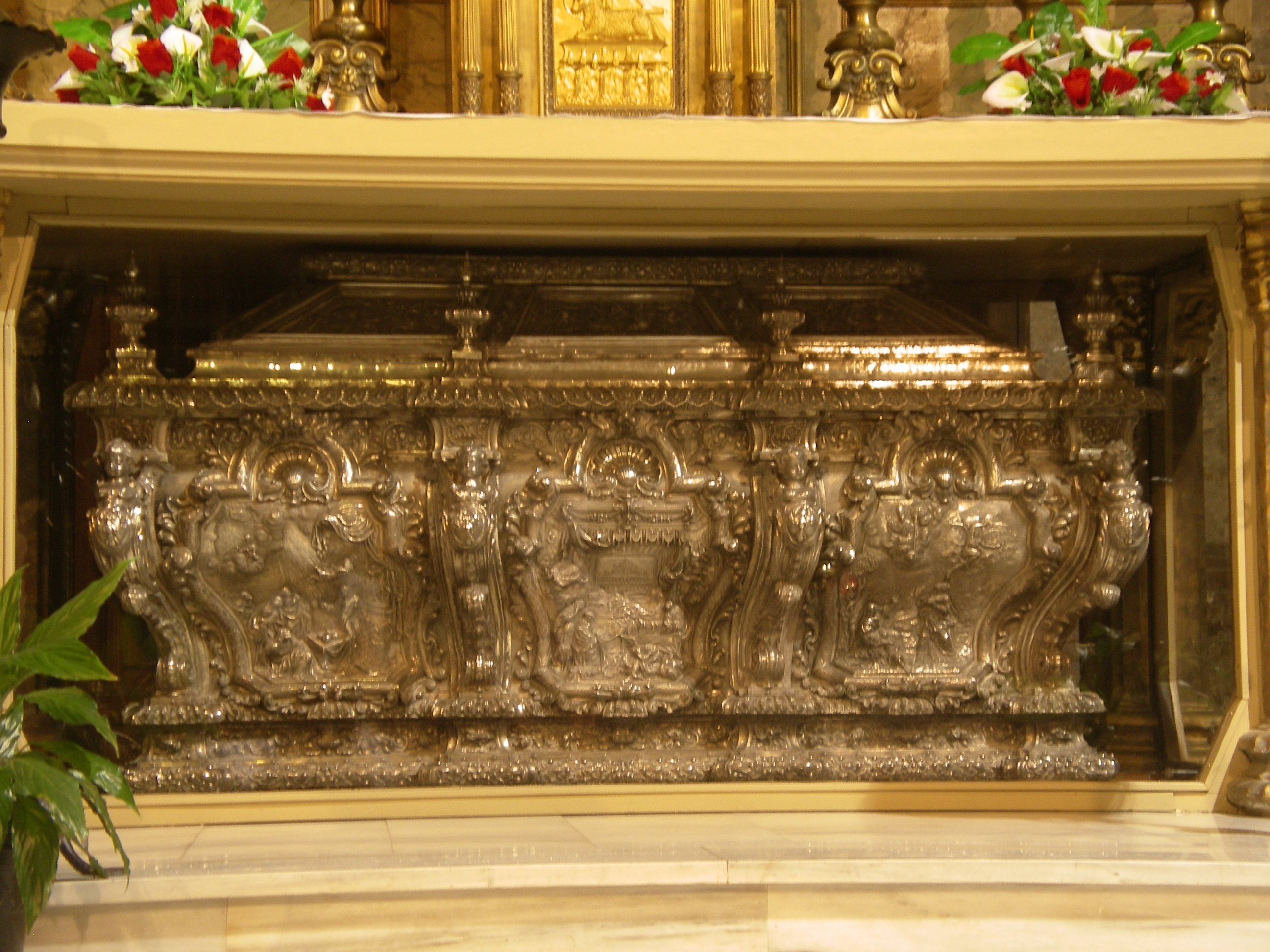
Urna de Joan Matons, amb les restes de Sant Bernat Calbó
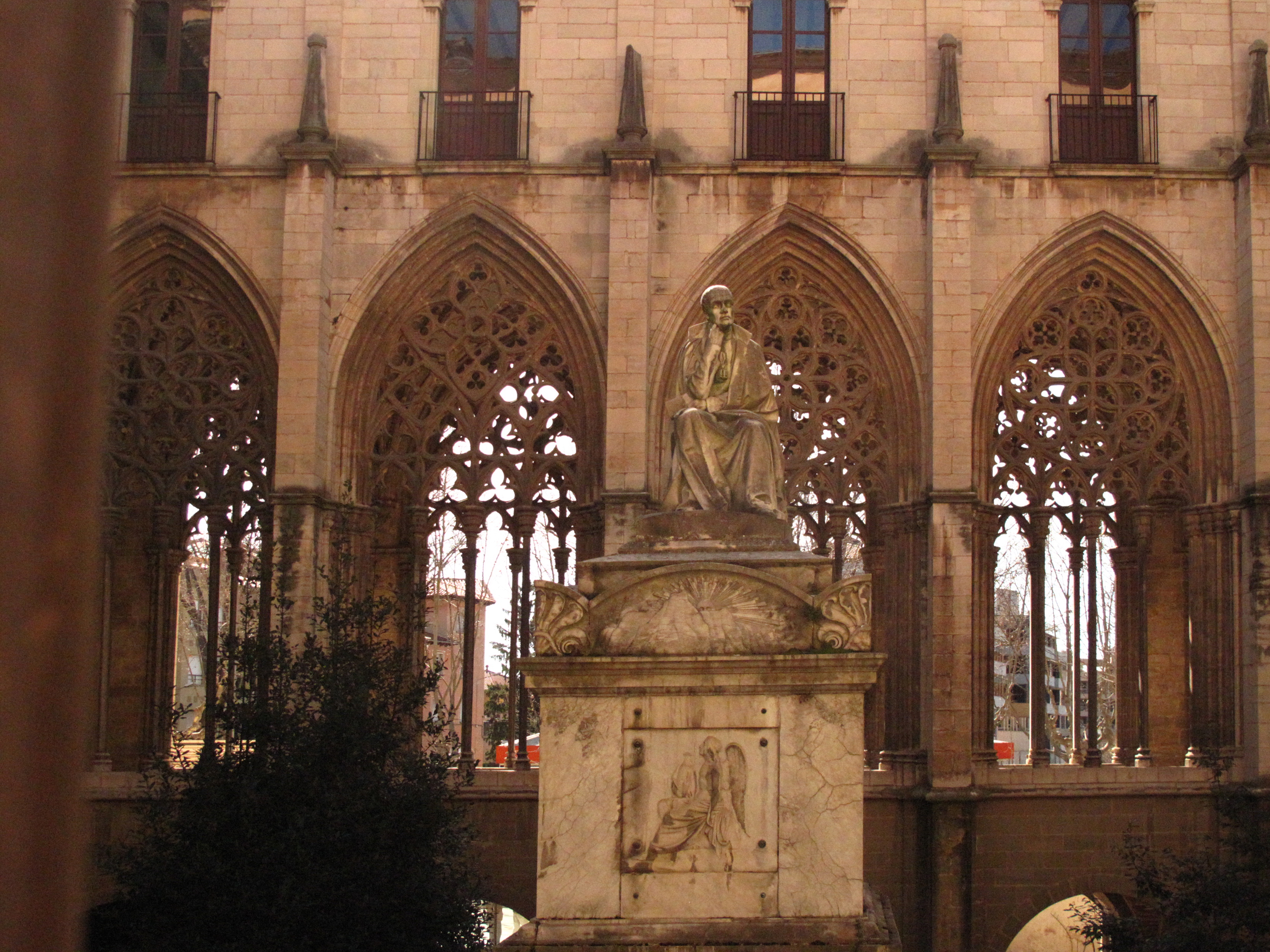
Claustre gòtic, amb la galeria i el sepulcre de Balmes
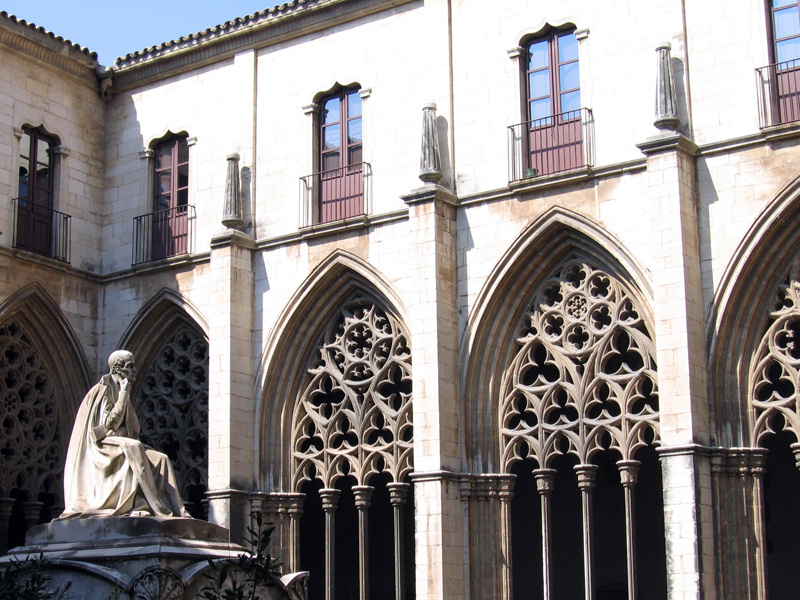
Claustre gòtic de la Catedral de Vic i monument a Balmes

### Les Campanes[5]
El campanar de la Catedral alberga deu campanes: Sis de litúrgiques, la dels Quarts, la se les Hores i les campanetes interiors del rellotge, ubicades dalt del campanar i fora de servei.
| Nom/s                                                 | Fonedor                                        | Any  | Boca (cm) | Massa (kg) |
| ----------------------------------------------------- | ---------------------------------------------- | ---- | --------- | ---------- |
| Escolàstica                                           | Manuel Mestres (Barcelona)                     | 1954 | 50        | 72         |
| Santa Maria                                           | ?                                              | 1532 | 52        | 81         |
| Anna                                                  | Viuda de Ángel Peres (Miranda de Ebro, Burgos) | 1942 | 70        | 199        |
| Miquela i Maria de la Mercè                           | Viuda de Ángel Peres (Miranda de Ebro, Burgos) | 1942 | 77        | 264        |
| Sagrat Cor de Jesús                                   | Vidal Erice (Pamplona)                         | 1941 | 109       | 750        |
| Santa Bàrbara                                         | Vidal Erice (Pamplona)                         | 1941 | 124       | 1104       |
| Campana dels Quarts                                   | Miquel Coromina (Olot, Girona)                 | 1724 | 67        | 174        |
| Santa Maria, Sant Bernat Calbó i Santa Bàrbara (Hres) | Damià Ventulà (Vic, Barcelona)                 | 1803 | 137       | 1489       |
| Campana interior dels Quarts                          | ?                                              | XV   | 19        | 4          |
| Campana interior de les Hores                         | ?                                              | XVI  | 20        | 5          |

## Personalitats enterrades a la Catedral de Vic
- Abat Oliba
- Sant Bernat Calbó
- Ramon Sala i Saçala (1665-1697), veguer i batlle de Vic, cabdill de les tropes vigatanes a la Guerra dels Nou Anys (al paviment, al costat de la capella de S. Bernat Calvó)
- Francesc Poquí (m. 1718), canonge (a la capella de S. Benet)
- Jaume Ripoll i Vilamajor (Preixana, Urgell, 1775 — Santa Eugènia de Berga, Osona, 1843), eclesiàstic i erudit (claustre)
- Jaume Balmes (Vic, 1810 - 1848), religiós, filòsof, teòleg i escriptor
- Llucià Casadevall i Duran (1785 - 1852), vicari capitular i bisbe de Vic (capella de la Immaculada Concepció)
- Josep Torras i Bages (les Cabanyes, Alt Penedès, 1846 - Vic, 1916), eclesiàstic, escriptor i bisbe
- Josep Maria Sert (Barcelona, 1874 - 1945), pintor i decorador

Cal destacar-ne el Tresor Catedralici i el Museu Episcopal de Vic.